# 岡部芳幸
岡部 芳幸（おかべ よしゆき、1970年9月23日 - ）は日本の競輪選手。福島県白河市出身。日本競輪学校（当時。以下、競輪学校）第66期生。日本競輪選手会福島支部所属。師匠は班目秀雄。息子である岡部怜音（123期）も競輪選手。

## 戦績
福島県立白河実業高等学校在学中から自転車競技で数々の実績を残し、競輪学校へ入学。卒業後、初出走は1990年8月9日の西武園競輪場で初勝利は翌日の同場所。1990年に静岡競輪場で行われたルーキーチャンピオンレースで優勝し、やがてS級へ昇格したが、その後しばらくは伸び悩みの時期があった。
しかし2000年の第53回日本選手権競輪決勝で、最終4角9番手という位置から一気に追い込んで初の特別競輪制覇を果たし、これをきっかけとして活躍を見せるようになった。
岡部が日本選手権を優勝する前は、金古将人が福島勢では最もタイトルに近い選手と言われていたが、岡部が日本選手権を制覇した後、同年の全日本選抜競輪では金古が優勝。さらに翌年のオールスター競輪では伏見俊昭が、2003年の読売新聞社杯全日本選抜競輪では佐藤慎太郎が優勝したことを考えると、現在の競輪界における福島勢の活躍ぶりのきっかけを作ったのが岡部であるといえる。
その後はトップクラスの選手として完全に定着し活躍を続けている。とりわけ2002年から創設された東日本王座決定戦での強さは特筆で、伊東温泉競輪場での第1回優勝を皮切りに翌年もいわき平競輪場で連覇し、2005年も取手競輪場で優勝し3度目の制覇を果たしただけでなく、他の年も決勝3着が2回あり抜群の相性を見せている。なお2005年にはふるさとダービー豊橋も優勝している。
2008年は寬仁親王牌の決勝で2着に入ったことから年間獲得賞金上位に位置し、年末までS級S班の格付をめぐって賞金争いを繰り広げたが、僅か十数万円差で届かず次点となった。しかし2009年1月にSSの一人であった手島慶介が急逝したことを受けて急遽規定が改正されたことにより、岡部は5月1日よりS級S班に追加で選出されることになった。
2023年6月18日、平塚FI最終日第5レース（一般）で勝利し、通算500勝を達成。S級創設（1983年4月）以降女子（3人）も含めて通算49人目の記録。デビューから32年10か月9日（デビュー日を含まない）での達成であった。規程により後日、JKAより表彰予定。

## 主な獲得タイトルと記録
- 2000年 - 日本選手権競輪（千葉競輪場）
- 通算500勝達成（表彰対象） - 2023年6月18日、平塚競輪場

## 競走スタイル
最盛期は長い距離の捲りを武器としており、特に混戦となった場合に繰り出す捲り追い込みが印象的で、日本選手権競輪、ふるさとダービー豊橋では、後方のほとんど絶望的な位置ながらも大外を強襲して優勝している。
しかし前の選手を追走する時に必要なマーク技術を苦手としており、しばしば他の選手から連携分断の目標とされることがある。このため一般的に有利な先行選手の番手を選択できる時でも前後の位置関係をまとめきれない面があり、この事も後述の話に加え同地区の若手選手と齟齬を生じさせる一因となっている。この弱点が近年の課題となっており、現在も競走において克服しようとしている。

## エピソード
福島県内には「道場」と言われる師弟グループが3つ存在していると言われ（班目秀雄、添田広福、谷津田陽一）、岡部と伏見俊昭は班目が師匠だが、佐藤慎太郎や山崎芳仁などは添田の弟子であり、同県でありながらもグループ（道場）が違うということで、微妙な人間関係になっているといわれる。
KEIRINグランプリ04では「（齋藤）登志信を1人にするわけにはいかない」と、同県の伏見－慎太郎とは別線を決意した。
とりわけ佐藤慎太郎とは一時期からレースに同乗しても全く連携を見せないようになり、山崎においても2006年の高松宮記念杯競輪準決勝において、レース中に岡部が山崎との連係を切ったことに端を発し、福島県勢だけでなく北日本地区内からも岡部に対する風当たりがきつくなったと語られており、さらに同年の共同通信社杯競輪においては岡部が山崎を捲り切ったばかりか、岡部マークを得て優勝した熊本の合志正臣に対して盛んに祝福した光景が実況中継で映し出されたことから、福島勢内における関係に溝が入っていることは決定的とされる状況をファンも目撃した。
これ以降も岡部は同県のみならず同地区の選手と同乗しても孤立するケースがしばしば見られたが、不利な立場にあっても自分一人で上位入着をもぎ取るレースを見せることから、車券購入の視点においては一定の評価を得ており、様々な視点から注目される状況になった。近年は前述の山崎や佐藤と連携することも増えているが、同じ白河地区の成田和也とは依然として連携していない。
2008年以降になると岡部本人も「ラインの大切さを感じるようになった」として、東北ラインの一番後ろをしっかり固めるレースも多い。また後輩の伏見俊昭を連れて果敢に先行したレースもある。近年は若手先行型の後ろを回るケースも増えてきたため、縦に踏む脚をうまく使った競り技術を身につけようとしている。それでも単騎での強さは相変わらず比類がない。
最近は有名人だけではなく多くの競輪選手もブログを執筆しているが、岡部は現在のブログを2008年4月に開始する以前に別のところですでに日々の出来事などをつづっていた。